# تراولر کلاس تری
تراولر کلاس تری (به انگلیسی: Tree-class trawler) یک کلاس از کشتی است که طول آن 164 feet می‌باشد.